# Bourg de Hongping
Le bourg de Hongping (chinois : 红坪镇 ; pinyin : hóngpíng zhèn) est un bourg-canton du district forestier de Shennongjia, à l'ouest de la province du Hubei.
La vallée dans laquelle ce bourg est situé a été baptisé Vallée du rhinocéros (犀牛谷, xīniú gŭ), en raison de la découverte de fossiles de rhinocéros préhistoriques dans des caves avoisinantes.

## Transport
Ce bourg comporte l'aéroport de Shennongjia-Hongping qui désert le district forestier et plus particulièrement la réserve naturelle de Shennongjia.